# Nizar Yaïche
Pour les articles homonymes, voir Yaïche.
Nizar Yaïche (arabe : نزار يعيش) ou Mohamed Nizar Yaïche (arabe : محمد نزار يعيش), né en 1974, est un homme politique et haut fonctionnaire tunisien qui occupe le poste de ministre des Finances en 2020.

## Biographie

### Études
Nizar Yaïche obtient son baccalauréat au lycée pilote Bourguiba de Tunis en 1993. Après une école préparatoire en mathématiques supérieures et spéciales, à l'École Sainte-Geneviève de Versailles entre 1993 et 1995, il obtient un diplôme d'ingénieur-économiste à l'École centrale Paris en 1998.

### Carrière professionnelle et politique
De 1998 à 2004, il est manager chez Capgemini Telecom & Media à Paris. En parallèle, de 1999 à 2000, il est PMO and Interim Marketing Director chez Orange Réunion. De 2005 à 2006, il est senior associate chez Booz Allen Hamilton à Dubaï. 
À partir de 2015, il est associé chez PricewaterhouseCoopers (PwC) où il travaille particulièrement dans les domaines de la finance, de l'industrie, des nouvelles technologies, de la transformation numérique, du renforcement du secteur public et de la modernisation des entreprises, et opère dans de nombreux pays européens, arabes et africains. Il conduit plusieurs projets liés à la transformation stratégique et numérique et à la réorganisation couvrant plusieurs secteurs : e-gouvernement, e-éducation, e-finance, e-santé, étude de marché, refonte et lancement de nouvelles offres, marketing, distribution, communication, modernisation et réforme de plusieurs organismes publics.
Il est par ailleurs directeur général et partenaire de Ystrat, un cabinet international de conseil en stratégie et nouvelles technologies, et occupe les postes de directeur exécutif chargé du marché « entreprises » puis de directeur central commercial au sein de l'opérateur national, Tunisie Télécom.
En février 2020, il est nommé ministre des Finances dans le gouvernement d'Elyes Fakhfakh. Il doit prendre des décisions pour faire face aux répercussions de la pandémie de coronavirus et met en œuvre plusieurs mesures numériques. Remplacé en septembre de la même année, il est félicité par le Fonds monétaire international pour ses actions et son « excellente coopération ».
En mars 2021, il présente au président Kaïs Saïed un plan de 500 mesures centrées sur l'économie, le social, la justice et les services publics, élaboré avec une centaine d'experts.
En mai 2021, il réintègre PwC en tant que partenaire chargé des aspects stratégiques et de la coopération internationale entre l'Europe, les États-Unis, le Moyen-Orient et l'Afrique puis rejoint sa Leadership Team, ce qui le conduit, en plus de ses responsabilités régionales dans le domaine de l'aide au développement, à intervenir à l'échelle mondiale auprès des gouvernements et des administrations publiques pour affiner et mettre en œuvre leurs stratégies, notamment en matières technologiques et de transformation numérique.